# Phaethornis guy
El ermitaño  verde (Phaethornis guy) es una especie de ave apodiforme de la familia Trochilidae, perteneciente al numeroso género Phaethornis. Es nativo del sureste de América Central, de Trinidad y Tobago y del extremo norte, noroeste y oeste de América del Sur.

## Distribución y hábitat
Se distribuye de forma disjunta desde ambas pendientes de Costa Rica, por Panamá hasta el extremo noroeste de Colombia; por las tres cadenas de los Andes de Colombia, en los Andes del noroeste de Venezuela, en la Serranía del Perijá, en la cordillera de la Costa del noreste de Venezuela (en Sucre y Monagas}, y en Trinidad; y hacia el sur a lo largo de la pendiente oriental de los Andes de Colombia, este de Ecuador, hasta el extremo sureste de Perú (Puno).
Esta especie es considerada bastante común en sus hábitats naturales; el sotobosque de bosques húmedos de montaña y las plantaciones de cacao, entre los 900 y 2000 m de altitud, aunque inmediatamente después de la época reproductiva individuos jóvenes descienden hasta 500 m s. n. m. Suele permanecer en el dosel del bosque aproximadamente a 25 m del suelo entre árboles como Elaeagia (Rubiaceae) o palmas con abundante maleza y epífitas y hemiepífitas (por ejemplo, Clusiaceae).

## Descripción
Mide 13 a 15 cm de longitud y pesa un promedio de 6 g. El pico mide 43 mm de largo; la maxila es negra, la mandíbula es roja con la punta fusca, el forro de la boca es rojo. Las patas son de color carne fusco. El plumaje del macho es de color verde oscuro iridiscente en casi todo el cuerpo; en las coberteras caudales se torna azul profundo con bordes color ante. Las timoneras laterales son negruzcas con punta blancuzca; las listas faciales ocráceas, cortas y delgadas; la parte baja del vientre es gris oscuro o verde grisácea; la cola negra con puntas blancas en las plumas centrales. La hembra presenta cabeza color verde fusco con listas faciales anchas y de color ocráceo, la región inferior gris y las plumas centrales de la cola más largas.

## Alimentación
Se alimenta principalmente de néctar, tomado de una gran variedad de flores, por ejemplo de Justicia umbrosa, Razisea (Acanthaceae), Pitcairnia (Bromeliaceae), Costus (caña agria), Costaceae), Drymonia (Gesneriaceae), Heliconia (platanillos) y Malvaviscus palmanus (Malvaceae) o gesneriáceas

## Reproducción
De cuatro a veinte machos conforman un lek territorial, y cantan persistentemente, un repetitivo «swark», días tras día. Cada macho posee dos o tres perchas de canto en su territorio, ninguna de las cuales se encuentra a menos de 17 m de distancia de la de su vecino, de manera que los machos no se observan entre sí. Las perchas se ubican entre 0,6 y 3 m de altura. Construye un nido con forma de taza compacta, con pelusa vegetal, escamas de helecho arbóreo, telarañas y desperdicios. Lo adhiere a la parte inferior de la punta de una hoja de palma del sotobosque o de una tira del lado inferior de una hoja de Heliconia. La hembra pone un huevo; la incubación dura 17 a 18 días y los pichones abandonan el nido 21 a 23 días después.

## Sistemática

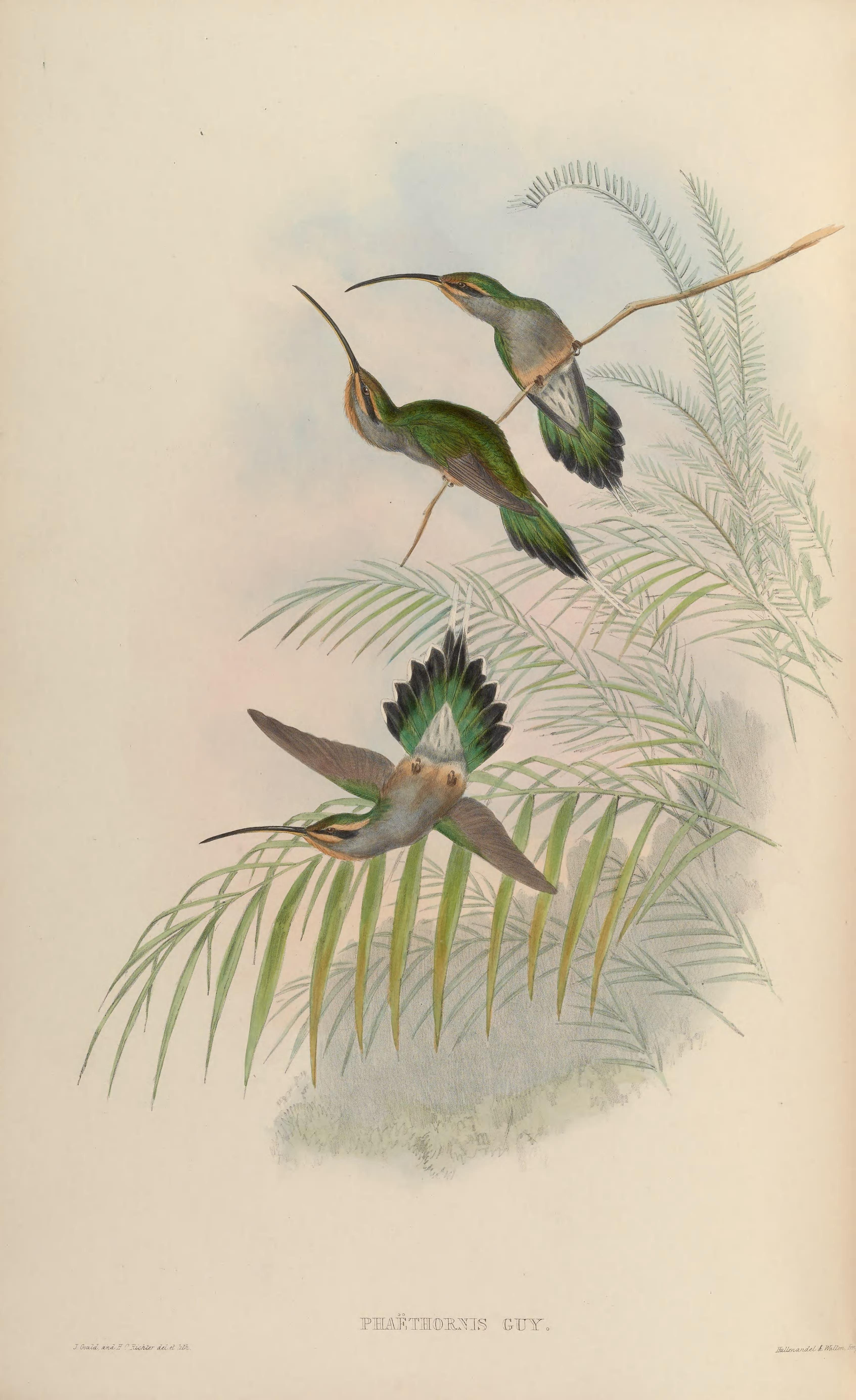
Phaethornis guy, ilustración de Gould y Richter en A monograph of the Trochilidae, or family of humming-birds, 1849.

### Descripción original
La especie P. guy fue descrita por primera vez por el ornitólogo francés René Primevère Lesson en 1833 bajo el nombre científico Trochilus guy; su localidad tipo es: «Brasil» (error), corregido para «Venezuela».

### Etimología
El nombre genérico masculino «Phaethornis» se compone de las palabras del griego «phaethōn» que significa ‘sol’ y «ornis» que significa ‘pájaro’; y el nombre de la especie «guy», conmemora al naturalista francés J. Guy (fl. 1833).

### Taxonomía
Los análisis genéticos indican que la presente especie es hermana de Phaethornis yaruqui. Las formas descritas Phaethornis fuliginosus W. Schlüter, 1913, P. fumosus W. Schlüter, 1915 y Guyornis guy napensis Simon, 1921 se consideran sinónimos de P. guy apicalis.

### Subespecies
Según las clasificaciones del Congreso Ornitológico Internacional (IOC)  y Clements Checklist/eBird  se reconocen cuatro subespecies, con su correspondiente distribución geográfica:
- Phaethornis guy coruscus Bangs, 1902 – Costa Rica al sur hasta el noroeste de Colombia.
- Phaethornis guy emiliae (Bourcier & Mulsant), 1846 – Colombia (los valles de los grande ríos de las tres cadenas andinas).
- Phaethornis guy apicalis (Tschudi), 1844 – Serranía del Perijá, y pendiente oriental de los Andes desde el noroeste de Venezuela (Lara) y Colombia al sur hasta el sureste de Perú.
- Phaethornis guy guy (Lesson), 1833 – montañas costeras del noreste de Venezuela y Trinidad.